# Giro di Svizzera 1974
Il Giro di Svizzera 1974, trentottesima edizione della corsa, si svolse dal 13 al 21 giugno 1974 per un percorso di 1 559,1 km, con partenza da Gippingen e arrivo a Olten. Il corridore belga Eddy Merckx si aggiudicò la corsa concludendo in 45h05'56".
Dei 79 ciclisti alla partenza arrivarono al traguardo in 56, mentre 23 si ritirarono.

## Tappe
| Tappa  | Data      | Percorso                                    | km      | Vincitore di tappa | Leader cl. generale |
| ------ | --------- | ------------------------------------------- | ------- | ------------------ | ------------------- |
| Prol.  | 13 giugno | Gippingen (cron. individuale)               | 9,6     | Eddy Merckx        | Eddy Merckx         |
| 1ª     | 13 giugno | Zurzach > Diessenhofen                      | 157     | Enrico Paolini     | Eddy Merckx         |
| 2ª     | 14 giugno | Diessenhofen > Eschenbach                   | 193     | Eddy Merckx        | Eddy Merckx         |
| 3ª-1ª  | 15 giugno | Eschenbach > Lenzerheide                    | 110,5   | Franco Bitossi     | Eddy Merckx         |
| 3ª-2ª  | 15 giugno | Lenzerheide > Tgantieni (cron. individuale) | 8,4     | Franco Bitossi     | Eddy Merckx         |
| 4ª     | 16 giugno | Lenzerheide > Bellinzona                    | 179     | Enrico Paolini     | Eddy Merckx         |
| 5ª     | 17 giugno | Bellinzona > Naters                         | 165     | Gonzalo Aja        | Eddy Merckx         |
| 6ª     | 18 giugno | Naters > Losanna                            | 201     | Franco Bitossi     | Eddy Merckx         |
| 7ª     | 19 giugno | Losanna > Grenchen                          | 177     | Enrico Paolini     | Eddy Merckx         |
| 8ª     | 20 giugno | Grenchen > Fislisbach                       | 197     | Enrico Paolini     | Eddy Merckx         |
| 9ª-1ª  | 21 giugno | Fislisbach > Olten                          | 137     | Franco Bitossi     | Eddy Merckx         |
| 9ª-2ª  | 21 giugno | Olten > Olten (cron. individuale)           | 24,6    | Eddy Merckx        | Eddy Merckx         |
| Totale | Totale    | Totale                                      | 1 559,1 |                    |                     |

## Dettagli delle tappe

### Prologo
- 13 giugno: Gippingen – Cronometro individuale – 9,6 km

Risultati
| Pos. | Corridore        | Squadra   | Tempo  |
| ---- | ---------------- | --------- | ------ |
| 1    | Eddy Merckx      | Molteni   | 12'03" |
| 2    | Gösta Pettersson | Magniflex | a 9"   |
| 3    | Louis Pfenninger | Zonca     | a 14"  |

### 1ª tappa
- 13 giugno: Zurzach > Diessenhofen – 157 km

Risultati
| Pos. | Corridore       | Squadra    | Tempo    |
| ---- | --------------- | ---------- | -------- |
| 1    | Enrico Paolini  | Scic       | 3h53'27" |
| 2    | Pierino Gavazzi | Jollj Cer. | s.t.     |
| 3    | Eddy Merckx     | Molteni    | s.t.     |

### 2ª tappa
- 14 giugno: Diessenhofen > Eschenbach – 193 km

Risultati
| Pos. | Corridore        | Squadra | Tempo    |
| ---- | ---------------- | ------- | -------- |
| 1    | Eddy Merckx      | Molteni | 5h23'09" |
| 2    | Costantino Conti | Zonca   | s.t.     |
| 3    | Franco Bitossi   | Scic    | s.t.     |

### 3ª tappa
- 15 giugno: Eschenbach > Lenzerheide – 110,5 km

Risultati
| Pos. | Corridore        | Squadra | Tempo    |
| ---- | ---------------- | ------- | -------- |
| 1    | Franco Bitossi   | Scic    | 3h19'57" |
| 2    | Eddy Merckx      | Molteni | a 3"     |
| 3    | Costantino Conti | Zonca   | s.t.     |

### 4ª tappa
- 15 giugno: Lenzerheide > Tgantieni – Cronometro individuale – 8,4 km

Risultati
| Pos. | Corridore      | Squadra | Tempo  |
| ---- | -------------- | ------- | ------ |
| 1    | Franco Bitossi | Scic    | 22'34" |
| 2    | Vicente Lopez  | KAS     | a 5"   |
| 3    | Gonzalo Aja    | KAS     | a 6"   |

### 5ª tappa
- 16 giugno: Lenzerheide > Bellinzona – 179 km

Risultati
| Pos. | Corridore       | Squadra   | Tempo    |
| ---- | --------------- | --------- | -------- |
| 1    | Enrico Paolini  | Scic      | 5h11'22" |
| 2    | Gaetano Juliano | Magniflex | s.t.     |
| 3    | Eddy Merckx     | Molteni   | s.t.     |

### 6ª tappa
- 17 giugno: Bellinzona > Naters – 165 km

Risultati
| Pos. | Corridore        | Squadra | Tempo    |
| ---- | ---------------- | ------- | -------- |
| 1    | Gonzalo Aja      | KAS     | 5h25'37" |
| 2    | Costantino Conti | Zonca   | a 1'09"  |
| 3    | Eddy Merckx      | Molteni | s.t.     |

### 7ª tappa
- 18 giugno: Naters > Losanna – 201 km

Risultati
| Pos. | Corridore      | Squadra | Tempo    |
| ---- | -------------- | ------- | -------- |
| 1    | Franco Bitossi | Scic    | 6h17'03" |
| 2    | Eddy Merckx    | Molteni | a 9"     |
| 3    | Enrico Paolini | Scic    | s.t.     |

### 8ª tappa
- 19 giugno: Losanna > Grenchen – 177 km

Risultati
| Pos. | Corridore       | Squadra    | Tempo    |
| ---- | --------------- | ---------- | -------- |
| 1    | Enrico Paolini  | Scic       | 5h13'30" |
| 2    | Pierino Gavazzi | Jollj Cer. | s.t.     |
| 3    | Eddy Merckx     | Molteni    | s.t.     |

### 9ª tappa
- 20 giugno: Grenchen > Fislisbach – 197 km

Risultati
| Pos. | Corridore        | Squadra    | Tempo    |
| ---- | ---------------- | ---------- | -------- |
| 1    | Enrico Paolini   | Scic       | 5h11'27" |
| 2    | Alessio Antonini | Jollj Cer. | s.t.     |
| 3    | Franco Bitossi   | Scic       | s.t.     |

### 10ª tappa
- 21 giugno: Fislisbach > Olten – 137 km

Risultati
| Pos. | Corridore       | Squadra   | Tempo    |
| ---- | --------------- | --------- | -------- |
| 1    | Franco Bitossi  | Scic      | 4h02'14" |
| 2    | Gaetano Juliano | Magniflex | a 3"     |
| 3    | Roland Salm     | Zonca     | s.t.     |

### 11ª tappa
- 21 giugno: Olten > Olten – Cronometro individuale – 24,6 km

Risultati
| Pos. | Corridore        | Squadra   | Tempo   |
| ---- | ---------------- | --------- | ------- |
| 1    | Eddy Merckx      | Molteni   | 32'06"  |
| 2    | Gösta Pettersson | Magniflex | a 13"   |
| 3    | Louis Pfenninger | Zonca     | a 1'09" |

## Classifiche finali

### Classifica generale
| Pos. | Corridore          | Squadra    | Tempo     |
| ---- | ------------------ | ---------- | --------- |
| 1    | Eddy Merckx        | Molteni    | 45h05'46" |
| 2    | Gösta Pettersson   | Magniflex  | a 58"     |
| 3    | Louis Pfenninger   | Zonca      | a 2'25"   |
| 4    | Vicente Lopez      | KAS        | a 3'01"   |
| 5    | Costantino Conti   | Zonca      | a 3'40"   |
| 6    | Gonzalo Aja        | KAS        | a 3'50"   |
| 7    | Franco Bitossi     | Scic       | a 4'23"   |
| 8    | Santiago Lazcano   | KAS        | a 5'59"   |
| 9    | Giovanni Battaglin | Jollj Cer. | a 6'00"   |
| 10   | Erich Spahn        | Zonca      | a 11'52"  |

### Classifica scalatori
| Pos. | Corridore           | Squadra   | Punti |
| ---- | ------------------- | --------- | ----- |
| 1    | Eddy Merckx         | Molteni   | 54    |
| 2    | José Luis Abilleira | La Casera | 49    |
| 3    | Costantino Conti    | Zonca     | 44    |
| 4    | Santiago Lazcano    | KAS       | 29    |
| 5    | Gösta Pettersson    | Magniflex | 24    |

### Classifica a punti
| Pos. | Corridore        | Squadra | Punti |
| ---- | ---------------- | ------- | ----- |
| 1    | Eddy Merckx      | Molteni | 249   |
| 2    | Franco Bitossi   | Scic    | 210   |
| 3    | Enrico Paolini   | Scic    | 153   |
| 4    | Costantino Conti | Zonca   | 147   |
| 5    | Louis Pfenninger | Zonca   | 144   |

### Classifica squadre
| Pos. | Squadra            | Tempo      |
| ---- | ------------------ | ---------- |
| 1    | KAS-Kaskol         | 131h57'31" |
| 2    | Zonca              | a 2'28"    |
| 3    | Alimentari Molteni | a 13'09"   |
| 4    | Scic               | a 18'21"   |
| 5    | Magniflex          | a 35'44"   |